# Малый Кызыкуль
Малый Кызыкуль — деревня в Минусинском районе Красноярского края. Входит в состав Тесинского сельсовета.

## География
Деревня находится на берегу озера Малый Кызыкуль, на расстоянии примерно 32 км (по прямой) к северо-востоку от города Минусинск, административного центра района.

### Климат
Климат характеризуется суровой продолжительной зимой с длительными морозами и устойчивым снежным покровом. Средняя температура января -22.4 ºС с возможным понижением до -57º С. В отдельные теплые дни теплых зим возможно повышение температуры воздуха до положительных значений. Весна поздняя, короткая, прохладная. Ясная ветреная погода и увеличение продолжительности солнечного сияния способствует быстрому прогреванию и просыханию почвы. Лето наступает в конце мая и продолжается 2,5 месяца. Средняя температура самого теплого месяца июля +16.9 ºС. Осенний период вдвое продолжительнее весеннего, характеризуется  ранними заморозками. Средняя годовая температуры воздуха -3.4 ºС. Годовое количество осадков – 510 мм. Максимальное за год количество осадков выпадает в июле-августе. Зимний сезон относительно сухой. Устойчивый снежный покров образуется в начале ноября.

## Население
| 2010 |
| ---- |
| 4    |

### Национальный состав
Согласно результатам переписи 2002 года, в национальной структуре населения русские составляли 88 % из 52 чел.

## Инфраструктура
В деревне функционирует пансионат «Малый Кызыкуль».